# القط الأسود (مانغا)
'سايبورغ كورو-تشان' (بالإنجليزية: Cyborg Kuro-chan‎؛ باليابانية: サイボーグクロちゃん) هي مانغا من تصميم الفنان الياباني ناوكي يوكوتشي Naoki Yokōchi. كما تم عرضها كإنيمي. تمت دبلجة الإنيمي إلى اللغة العربية تحت مسمى القط الأسود.
هذا الإنيمي يجمع بين الخيال العلمي والكوميديا كما تدور القصة حول محاربة سايبورغ الأشرار حول العالم.

## الأصوات العربية

### نسخة مركز الزهرة
الممثلون
- أمل عمران - كورو (الصوت الأول)
- فدوى سليمان - كورو (الصوت الثاني)
- منصور السلطي
- سمر كوكش - موك
- محمد مصطفى
- إياس أبو غزالة

و
- فاطمة سعد
- مجد ظاظا
- محمد حداقي
- أنجي اليوسف

### نسخة أسرار التميز للإنتاج الفني
الممثلون
- ولاء الخوالدة - كورو، نانا، ميترك
- لؤي مسلم - بيكي
- أحمد الآغا - موك
- سمير مصراوة - الدكتور منجل

## وصلات خارجية
- مقالة من قط أسود عن المانغا وعن السلسلة التلفزيونية (إنجليزي)
- سايبورغ كورو-تشان على موقع ANN manga (الإنجليزية)